# Laterallus xenopterus
La polluela guaraní, burrito bayo o burrito guaraní (en Paraguay) (Laterallus xenopterus), también denominado burrito cara roja o polluela de Paraguay o burrito de Paraguay,[cita requerida] es una especie de ave gruiforme de la familia Rallidae. Es nativa del centro sureste de América del Sur.

## Distribución y hábitat
Se distribuye de forma disjunta en el norte de Bolivia (Beni), centro sur de Brasil (Mato Grosso, Goiás, São Paulo, Minas Gerais y Distrito Federal) y en el centro de Paraguay.
Su hábitat natural son los pantanos de baja altitud o pastizales inundados en la región del cerrado, donde se encuentran gramíneas densas (entre 0,3 a 2 m de altura) y con una lámina de agua entre 0,5 y 2 cm de profundidad. Los pastizales preferidos están a menudo situados en áreas con terrenos ondulados adyacentes a bosques en galería, pero los registros en Bolivia fueron hechos en terrenos de sabana parcialmente inundados y en un cinturón de Cyperus giganticus bordeando un lago.

## Características
Es un burrito pequeño, mide 14 cm de longitud, de patrón distintivo. La cabeza y cuello son de color rufo castaño, y el dorso pardo apagado. Las alas y la cola son negruzcas. Las cobertoras de las alas marcadamente barradas de negro y blanco. El pecho es anaranjado pardusco con la garganta más pálida. El resto de las partes inferiores es blanco barrado de negro en el vientre. Las cobertoras de la cola son mayormente negras. La maxila es negruzca con un borde turquesa, así como la mandíbula. Las patas son pardo grisáceas. El ala tiene una longitud media de 86,5 mm, el pico mide 6 mm y el tarso 29,7 mm. Pesa 52 gramos.

## Estado de conservación
La polluela guaraní ha sido calificada como vulnerable por la Unión Internacional para la Conservación de la Naturaleza (IUCN) debido a que su pequeña población total, estimada entre 3500 y 15 000 individuos, ha sido registrada en solamente diez áreas ampliamente disjuntas, y se la considera decadente en línea con su área de distribución preferencial decresciente, tanto en extensión como en calidad. Sin embargo, futuras investigaciones podrán encontrar esta especie en locales adicionales lo que podría resultar en ser calificada como casi amenazada.

## Sistemática

### Descripción original
La especie L. xenopterus fue descrita por primera vez por el ornitólogo estadounidense Henry Conover en 1934 bajo el mismo nombre científico; su localidad tipo es: «Horqueta, Paraguay, 40 km al este del río Paraguay, 57°10' W., 23°24' S». Los primeros ejemplares fueron capturados en 1933 y descritos por Conover en 1934. No se citó más hasta 1980. La especie no fue ilustrada previamente, probablemente porque el espécimen tipo no tenía cola, por lo tanto faltaba su coloración.

### Etimología
El nombre genérico masculino «Laterallus» es una combinación del nombre científico anterior Rallus lateralis (sinónimo de Laterallus melanophaius); y el nombre de la especie «xenopterus», proviene del griego «xenos»: extraño  y «pteros»: de alas; significando «de alas extrañas»; posiblemente por el golpeteo que producen estas aves con las alas.

### Taxonomía
Es monotípica.